# Cabomina
Cabomina is een geslacht van vlinders uit de familie wespvlinders (Sesiidae), onderfamilie Sesiinae.
Cabomina is voor het eerst wetenschappelijk beschreven door de Freina in 2008. De typesoort is Cabomina monicae.

## Soorten
Cabomina omvat de volgende soorten:
- Cabomina dracomontana de Freina, 2008
- Cabomina heliostoma (Meyrick, 1926)
- Cabomina monicae de Freina, 2008
- Cabomina tsomoana de Freina, 2011